# کلیسای قدیمی
کلیسای قدیمی مربوط به دوره ایلخانی است و در شهرستان خوی، روستای قریس واقع شده و این اثر در تاریخ ۱۹ اسفند ۱۳۸۰ با شمارهٔ ثبت ۴۸۴۷ به‌عنوان یکی از آثار ملی ایران به ثبت رسیده است.